# 索菲·弗蕾德里克 (梅克倫堡-施威林)
梅克倫堡-施威林的索菲·弗蕾德里克（德語：Sophie Friederike zu Mecklenburg-Schwerin，1758年8月24日—1794年11月29日），丹麥國王克里斯蒂安八世的母親。

## 家庭
1774年，索菲·弗蕾德里克與丹麥國王克里斯蒂安七世的弟弟弗雷德里克結婚，兩人共有2子2女：
1. 克里斯蒂安（1786年—1848年）
2. 朱麗安妮·索菲（1788年—1850年）
3. 夏洛特（1789年—1864年）
4. 斐迪南（1792年—1863年）